# Narimanow
Narimanow (ros. Нариманов) – miasto w Rosji, w obwodzie astrachańskim. W 2010 roku liczyło 11 521 mieszkańców.